# Ruth Gilligan
Ruth Gilligan (Dublino, 12 marzo 1988) è una scrittrice irlandese.

## Biografia
Nata e cresciuta a Dublino, a 18 anni si è trasferita nel Regno Unito e ha compiuto gli studi a Cambridge e Yale.
Ha esordito nella narrativa ad appena 18 anni con il romanzo Forget arrivando alla prima posizione tra i bestseller irlandesi e in seguito ha pubblicato (al 2022) altri 4 romanzi.
Professoressa di scrittura creativa all'Università di Birmingham, nel 2021 è stata insignita del Premio Ondaatje per il romanzo La maledizione della vedova.

## Opere

### Romanzi
- Forget (2006)
- Somewhere in Between (2007)
- Can You See Me? (2009)
- Nine Folds Make a Paper Swan (2017)
- La maledizione della vedova (The Butchers, 2020), Milano, Francesco Brioschi, 2021 traduzione di Mauro Maraschi ISBN 9791280045393.

## Premi e riconoscimenti
Premio Ondaatje
- 2021 vincitrice con La maledizione della vedova